# Parafia Najświętszego Serca Pana Jezusa w Bażanówce
Parafia Najświętszego Serca Pana Jezusa w Bażanówce – parafia Kościoła Polskokatolickiego w RP położona na terenie diecezji krakowsko-częstochowskiej, w dekanacie podkarpackim. Kościół parafialny w Bażanówce jest najstarszą budowlą sakralną wybudowaną przez wiernych Polskiego Narodowego Kościoła Katolickiego w Polsce.

## Historia
Powstanie parafii Polskiego Narodowego Kościoła Katolickiego (ob. Kościół Polskokatolicki) w Bażanówce datuje się na rok 1921. W tym czasie nieopodal zawiązywała się również parafia tegoż kościoła w Jaćmierzu. 
Przyczynę zawiązania nowej wspólnoty, należy poszukiwać w konflikcie jaki wybuchł w lokalnej parafii rzymskokatolickiej, pomiędzy ks. wikarym Michałem Grzysiem, a proboszczem i dziekanem ks. Romanem Olkiszewskim. Ks. Michał Grzyś w 1919 został członkiem Komisji Ziemskiej w Sanoku, która miała wskazać źle zagospodarowane majątki i rozparcelować je pomiędzy chłopów. Komisja wskazała nieprawidłowości w posiadaniu majątku przez właściciela ziemskiego, będącego partnerem w wielu interesach ks. Olkiszewskiego, toteż wikary naraził się swojemu przełożonemu. Po nagłej śmierci proboszcza Olkiszewskiego, mieszkańcy prosili o nadanie probostwa ks. Grzysiowi. Biskup Kościoła rzymskokatolickiego nie zgodził się na taką obsadę stanowiska, toteż wikariusz został suspendowany, a ponieważ nie chciał opuścić parafii, został aresztowany i wywieziony przez policję, której towarzyszył na wszelki wypadek uzbrojony oddział wojska.
Wierni postanowili przejść pod jurysdykcję Polskiego Narodowego Kościoła Katolickiego i mimo że wikary ks. Grzyś po pewnym czasie przeprosił biskupa przemyskiego i wrócił do Kościoła rzymskokatolickiego, wierni pozostali pod nowym zwierzchnictwem. Początkowo Msze św. odprawiane były w sali Kółka Rolniczego w Bażanówce, w których brali udział również wierni z Jaćmierza. Pierwszym kapłanem narodowym, który przybył do Bażanówki był ks. Antoni Ptaszek. W 1925 probostwo objął ks. Apolinary Filarski. Wraz z Komitetem Organizacyjnym natychmiast przystąpił do budowy kościoła w Bażanówce. 13 listopada 1926 Bażanówkę odwiedził sam ks. bp Franciszek Hodur. Pobłogosławił związek małżeński Władysława Koniecznego ze Stanisławą Malik oraz udzielił sakramentu bierzmowania 150 kandydatom.

## Kościół parafialny
Kościół parafialny Najświętszego Serca Pana Jezusa jest obiektem drewnianym, o małym prezbiterium, zamkniętym trójbocznie z boczną zakrystią. Dach kościoła jest jednokalenicowy, z wieżyczką na sygnaturkę. Dzwonnica metalowa, otwarta z dwoma dzwonami z 1921 i 1993.